# 안도 노부사다
안도 노부사다(일본어: 安藤陳定)는 에도 시대 중기의 다이묘이다.
| 전임 안도 노부타케 | 제7대 기이 다나베번 번주 1717년 ~ 1724년 | 후임 안도 가쓰요시 |